# スキッド (兵器)
スキッド（英語: Squid）は、第二次世界大戦期にイギリスで開発された対潜迫撃砲システムの一つ。名称はイカ(Squid [skwid]「スクウィド」）の意。

## 概要
スキッドの開発は1942年から始まり、1943年の5月には海上公試が開始された。
先行の対潜迫撃砲であるヘッジホッグは小口径のスピガット・モーターを多連装に配していたのに対し、スキッドは陸戦で一般的に使われていたストークス・モーター式の大口径迫撃砲を、水平方向に安定化された砲架に3連装で搭載している。
スキッドは艦に搭載されたソナーによる管制を受け、ソナーが捕らえた目標が射程に入ると自動的に発射される。ヘッジホッグの弾体が潜水艦への接触で起爆し、同時発射した弾もまとめて誘爆させる方式だったのに対して、スキッドの砲弾は水圧信管を使用し、目標が航行する水深で爆発するように自動で調定された。撃ち出された砲弾は艦の前方250mに一辺40m程度の三角形を作って着水し、至近距離（約7m）での爆発による圧力波で潜水艦にダメージを与える。2基のスキッドを搭載した艦の場合、両方のスキッドが一斉に発射され、砲弾は六角形のパターンを作って着水する。
当初は水中目標のみを対象に開発・運用されていたが、後に浮上潜水艦を攻撃できるようにレーダーとも連携をとることができる改良型が開発・配備された。
初の戦果は、1944年7月31日にイギリス海軍の「ロック・キリン」によるもので、ドイツ海軍のUボート「U-333」を撃沈した。前任者のヘッジホッグが連合諸国の海軍に幅広く採用されたのに対し、スキッドの採用はイギリス連邦諸国を中心として、比較的限定的なものであったが、評価は高かった。日本の海上自衛隊も、あやなみ型護衛艦（30DD）の設計段階において、アメリカ製のウェポン・アルファとともに装備を検討したものの、実現しなかった。
1950年代後半より、発展型のリンボーが就役しはじめたことから順次に退役し、1977年までに運用を終了した。

## 搭載艦
アメリカ海軍
- ディーレイ級護衛駆逐艦

初期建造艦; のちに自国開発のウェポン・アルファに換装
 イギリス海軍
- Ca級駆逐艦（後日装備）
- ウェポン級駆逐艦
- バトル級駆逐艦
- デアリング級駆逐艦
- ロック級フリゲート
- 15型フリゲート
- 16型フリゲート
- 41型フリゲート
- 61型フリゲート
- キャッスル級コルベット

 インド海軍
- ブラマプトラ級フリゲート (41型フリゲート)

 カナダ海軍
- トライバル級駆逐艦（DDE改装により後日装備）
- プレストニアン級フリゲート（英語版）
（リバー級フリゲートの近代化改修型）

 スウェーデン海軍
- エステルイェートランド級駆逐艦

 チリ海軍
- アルミランテ級駆逐艦（英語版）

 ベネズエラ海軍
- ヌエバ・エスパルタ級駆逐艦（英語版）

 ポルトガル海軍
ヴォウガ級駆逐艦（後日装備）
 ガーナ海軍
クロマンツェ級コルベット

## ギャラリー

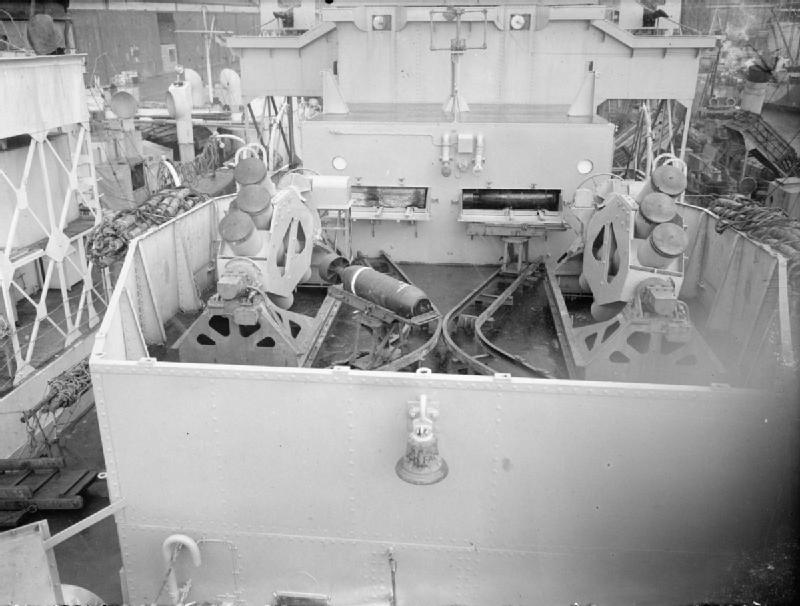
ロック級フリゲート「ロック・ファダ（英語版）」の艦橋前構造物上に設置されたスキッド。 弾薬庫とスキッドの間に設置された弾薬装填用のトレイとレールに注目。
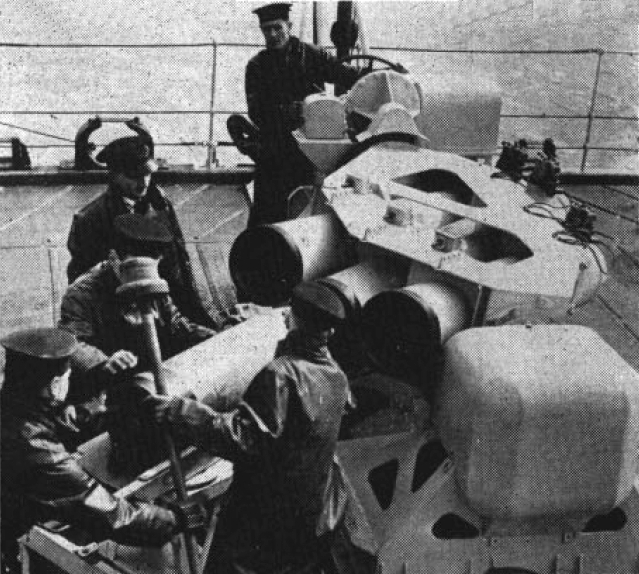
砲弾装填中のスキッド。砲身を左右方向に横転させて砲口から装填する。
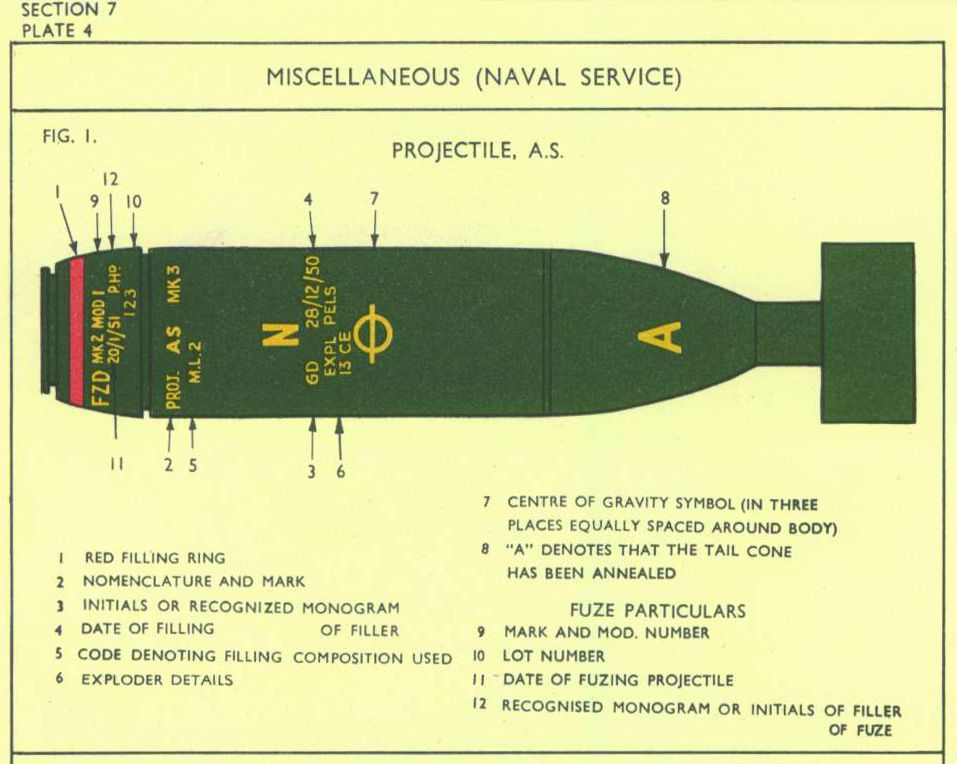
スキッド用の305mm対潜砲弾のイラスト。